# Trichoferus magnanii
Trichoferus magnanii é uma espécie de insetos coleópteros polífagos pertencente à família Cerambycidae.
A autoridade científica da espécie é Sama, tendo sido descrita no ano de 1992.
Trata-se de uma espécie presente no território português.